# BET-20
Le BET-10 est un indice boursier de la bourse de Bucarest.

## Composition
Au 19 août 2011, le BET-10 se composait des titres suivants:
| Symbole | Société                       | Poids indiciel | Secteur                    |
| ------- | ----------------------------- | -------------- | -------------------------- |
| AZO RO  | Azomures                      | 1.32 %         | Matériaux                  |
| TLV RO  | Banca Transilvania            | 20.86 %        | Finance                    |
| BIO RO  | Biofarm Bucuresti             | 3.06 %         | Santé                      |
| BRD RO  | BRD - Groupe Société Générale | 19.5 %         | Finance                    |
| SNP RO  | OMV Petrom                    | 19.16 %        | Énergie                    |
| BVB RO  | SC Bursa DE Valori Bucuresti  | 3.56 %         | Finance                    |
| FP RO   | SC Fondul Proprietatea        | 20.58 %        | N/A                        |
| BRK RO  | SSIF Broker SA Cluj           | 0.8 %          | Finance                    |
| TEL RO  | Transelectrica                | 4.35 %         | Services aux collectivités |
| TGN RO  | Transgaz SA Medias            | 6.81 %         | Énergie                    |